# Coordenadora para o Estudo dos Mamíferos Mariños

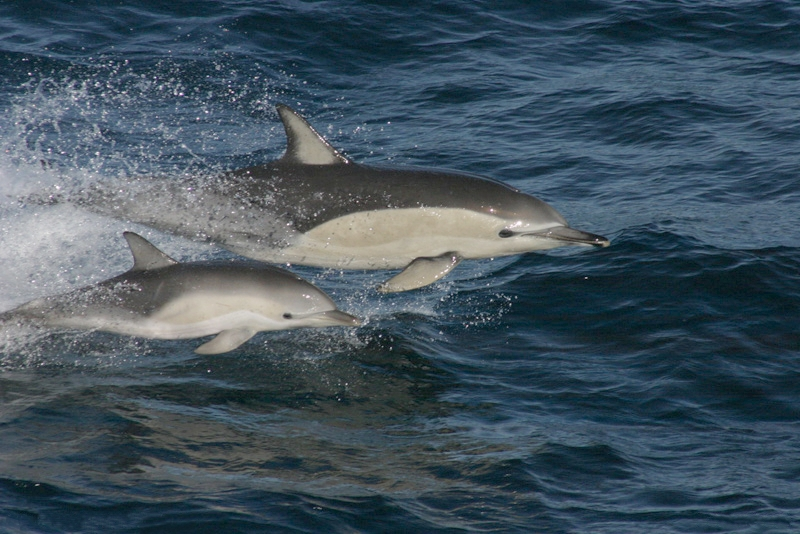
Golfinho comum de bico curto, adulto e cria.
Esta espécie é um dos objetos de estudo e proteção da CEMMA.

A Coordenadora para o Estudo dos Mamíferos Marinhos (CEMMA), é uma ONG galega dedicada ao estudo e divulgação de mamíferos marinhos e tartarugas marinhas no mar e na costa da Galiza. É membro fundador da Sociedade Española de Cetáceos e membro da Sociedade Europeia de Cetáceos (European Cetacean Society).

## Trajetória
Fundada em 1992, participa de diversos projetos de pesquisa de cetáceos com instituições nacionais e internacionais, além de realizar exposições, conferências e cursos. Graças a um acordo assinado com a Xunta da Galiza em 1999, é a única instituição responsável pelo cuidado dos animais encalhados na costa galega, a gestão do banco oficial de amostras, a recuperação de espécimes feridos, o estudo populacional das espécies que são o seu objecto de atenção e elaboração de planos de gestão para as espécies cujo estado de conservação é mais preocupante. Em 2010 foi declarada Associação de Utilidade Pública.

## Membros
É constituída por sócios colectivos e outros sócios individuais. As organizações ambientais que fazem parte do CEMMA são a ERVA de Vigo, a Associação Naturalista do Baixo Minho (ANABAM) da Guarda, a Sociedade Galega de História Natural (SGHN), a Associação Galega para a Defensa Ambiental de Galiza (ADEGA), o HÁBITAT da Coruña e o Colectivo Ecoloxista do Coletivo Salnés (CES). Além disso, possui instalações próprias no município de Nigrán.

## Finalidades
Tem uma natureza técnica marcada, tendo participado na elaboração de vários relatórios e documentos de grande importância a nível da conservação. Participa em vários projetos, entre os quais LIFE+INDEMARES. Os membros da CEMMA costumam participar de trabalhos educativos e informativos na imprensa. Por exemplo, fizeram várias comunicações sobre o comportamento das orcas nas costas galegas e portuguesas. Participou em projetos como "SAFESEA project: sustainable local fisheries and promotion of a safe sea for cetaceans"  da Universidade do Minho. 

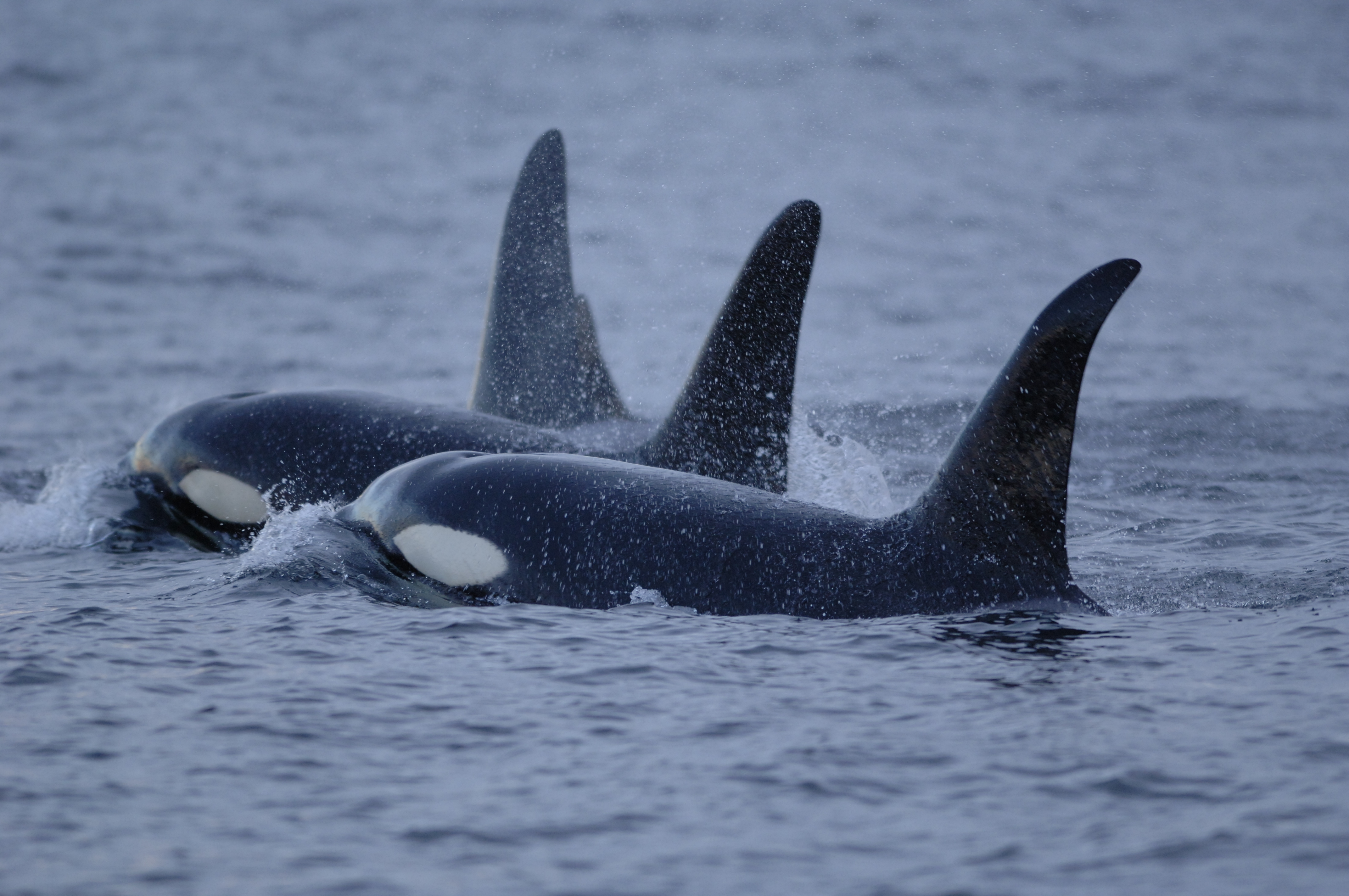
CEMMA participa em diversos programas colaborativos com instituções portuguesas para avaliar o comportamento de orcas